# اگرموهلن
اگرموهلن (به آلمانی: Eggermühlen) یک شهر در آلمان است که در برزنبروک (زامتگمایند) واقع شده‌است. اگرموهلن ۱٬۷۹۰ نفر جمعیت دارد.